# Nicolaaskerk (Haren)
De Nicolaaskerk te Haren in de Nederlandse provincie Groningen is een deels romaanse, deels romanogotische kerk uit het begin van de dertiende eeuw. De toren is in het verleden meermalen afgebrand. In 1914 werd hij gerestaureerd onder leiding van rijksbouwmeester Cornelis Peters. Het zadeldak werd toen vervangen door een hoge spits. De toren heeft thans een achtkantige spits tussen vier topgevels.
Bijzonder aan de toren is de verdieping die door een gewelf overdekt is. Dit zou een torenkapel zijn geweest, open naar het schip van de kerk. Het doel van zo'n kapel op de verdieping is niet duidelijk.

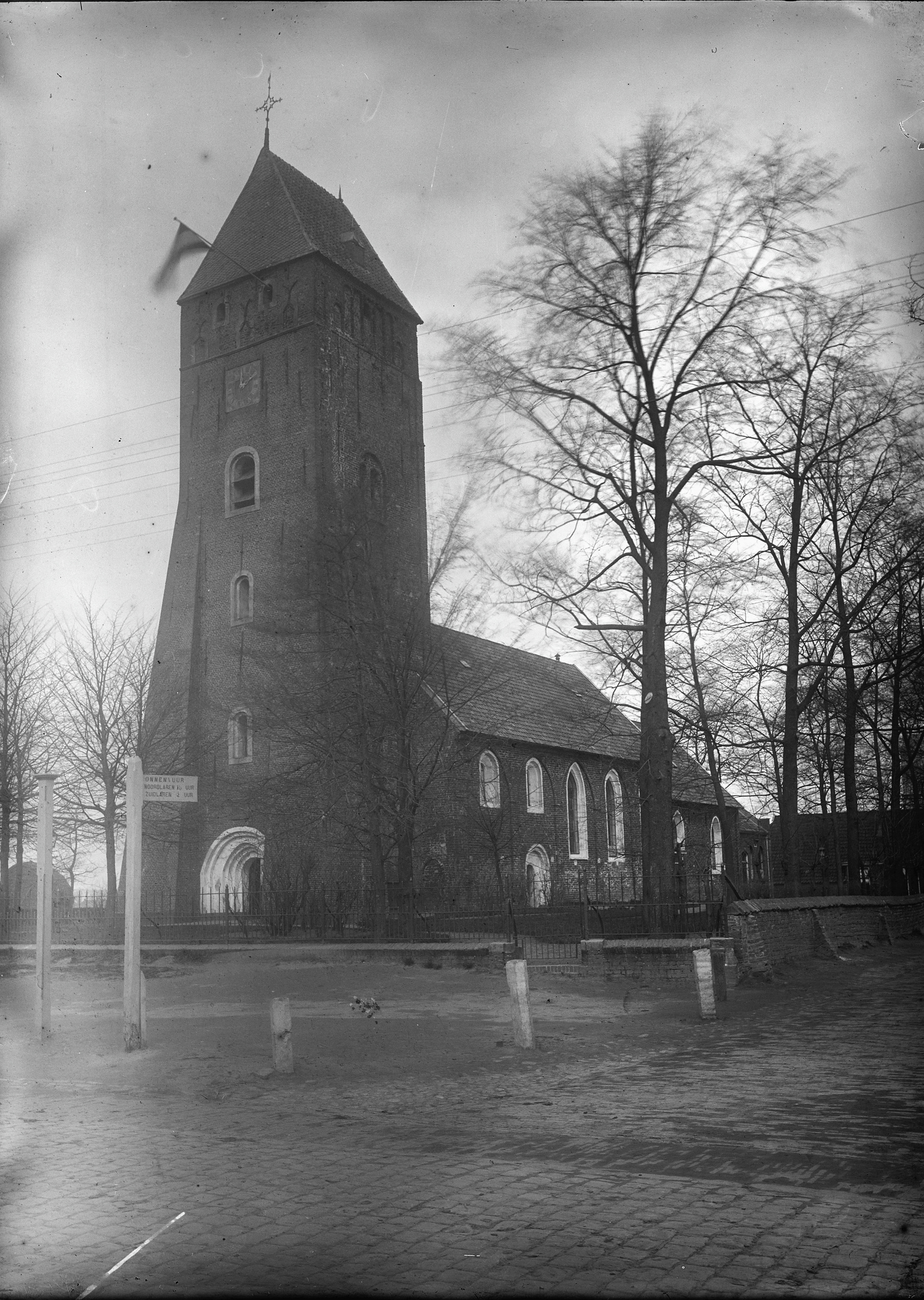
De Nicolaaskerk in 1911 met de oude zadeldaktoren

In de kerk staan verschillende herenbanken, waarvan er één uit 1616 dateert. De andere zijn in de 18e eeuw vervaardigd. De preekstoel is in 1725 gemaakt door Casper Struiwig. Het orgel werd in 1770 gebouwd door Albertus Antoni Hinsz; het werd in 2002 gerestaureerd.
Voor de ingang van de kerk staat het oorlogsmonument van Haren.

## Overlevering
Volgens de overlevering zou Bommen Berend in 1672 de kerktoren gebruikt hebben als uitkijkpost bij de belegering van Groningen. Een bord met zuurkool zou hem toen door de Groningers uit de handen geschoten zijn. Om die reden zou in Haren zuurkool met spek nog steeds oorlog genoemd worden. In de toren zijn twee kanonskogels uit die periode te vinden.

## Zie ook

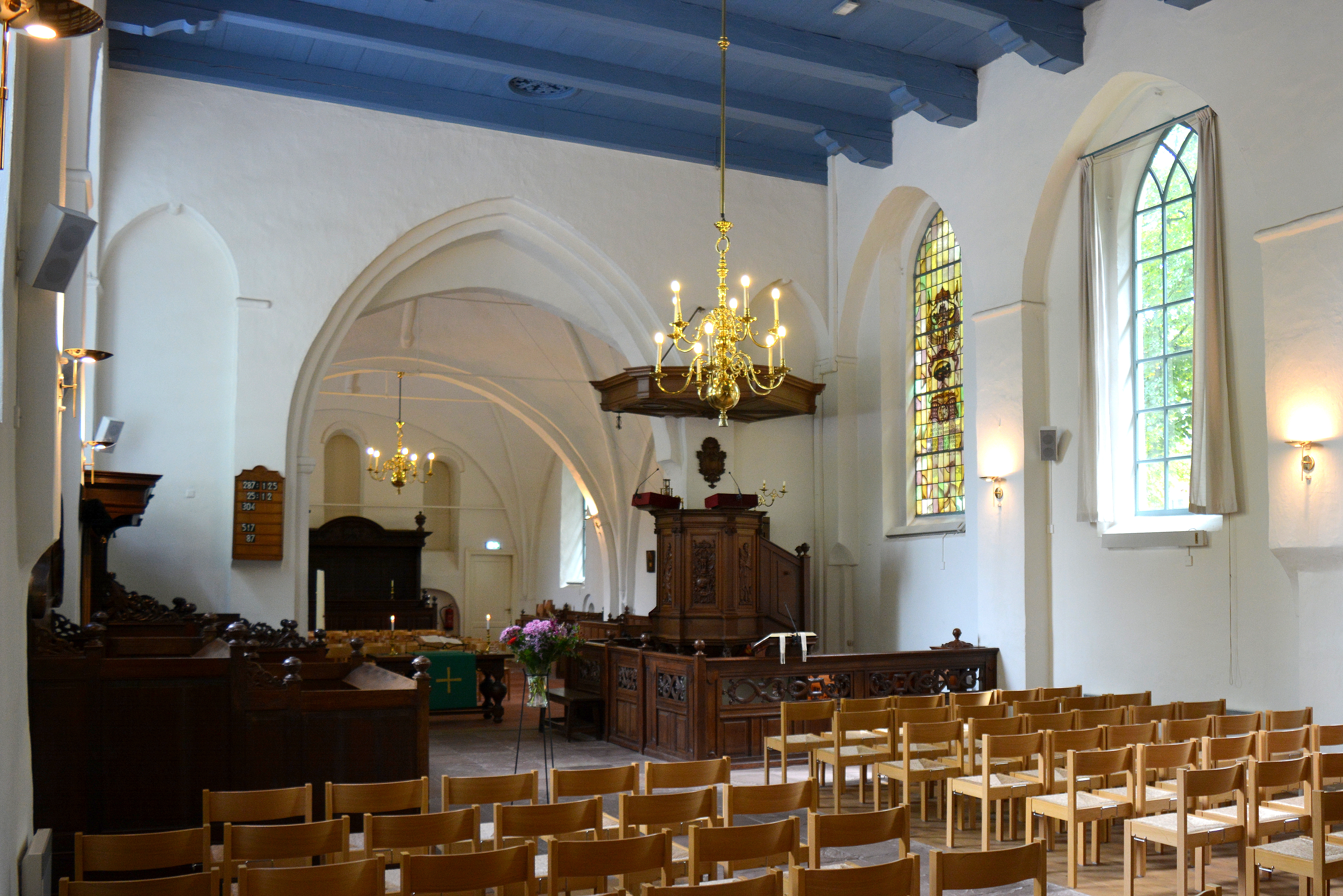
Interieur
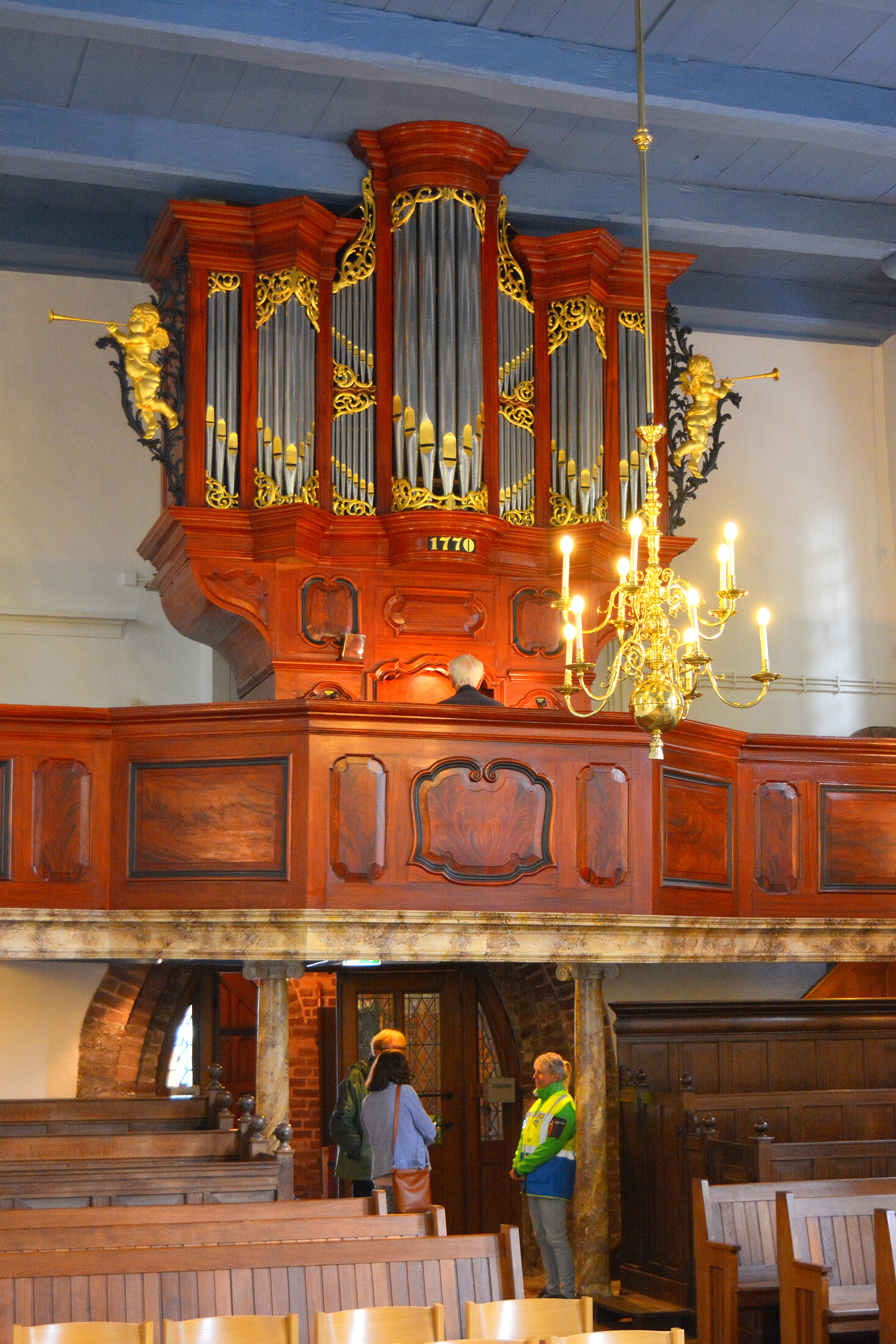
Hinszorgel
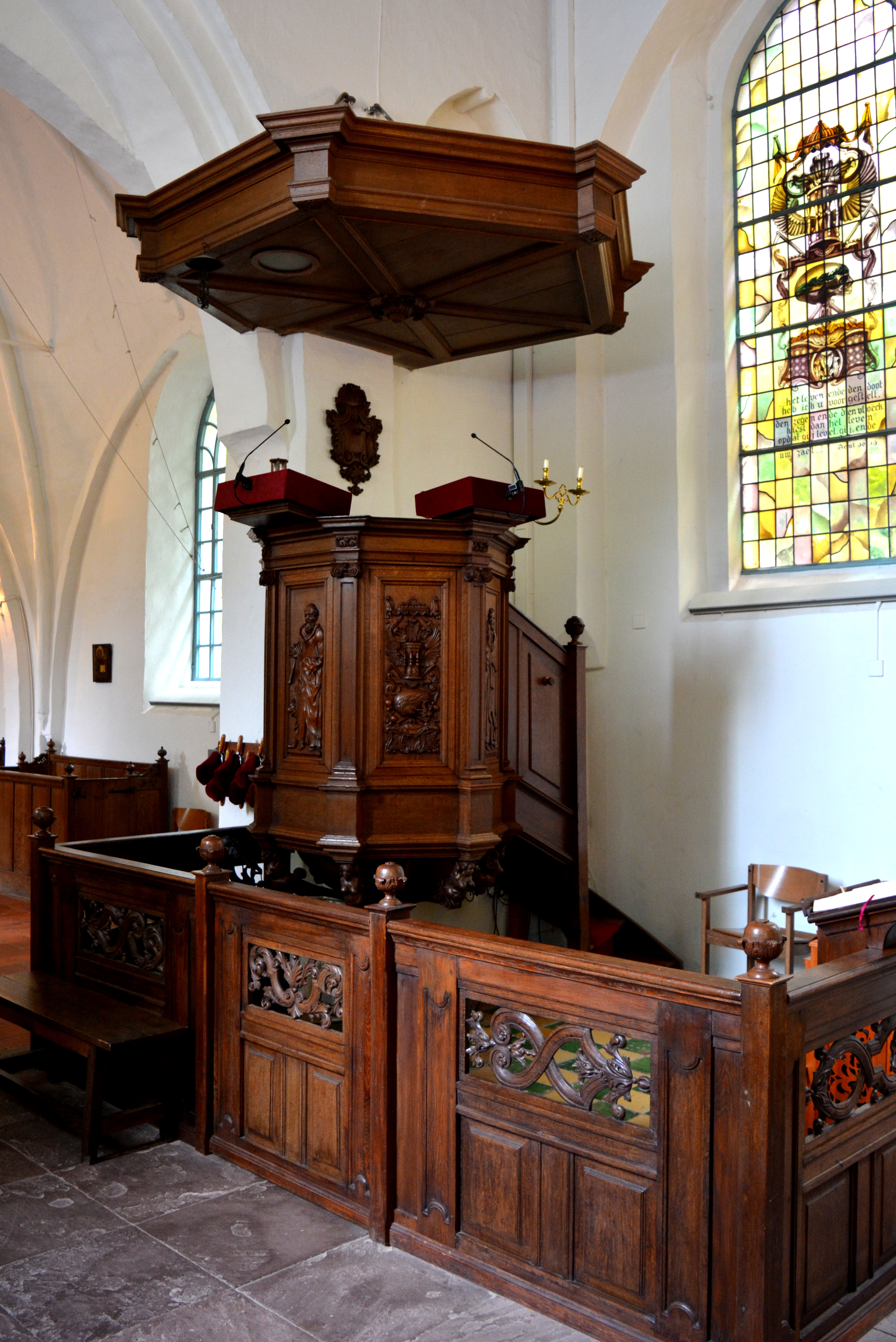
Kansel met omringend doophek
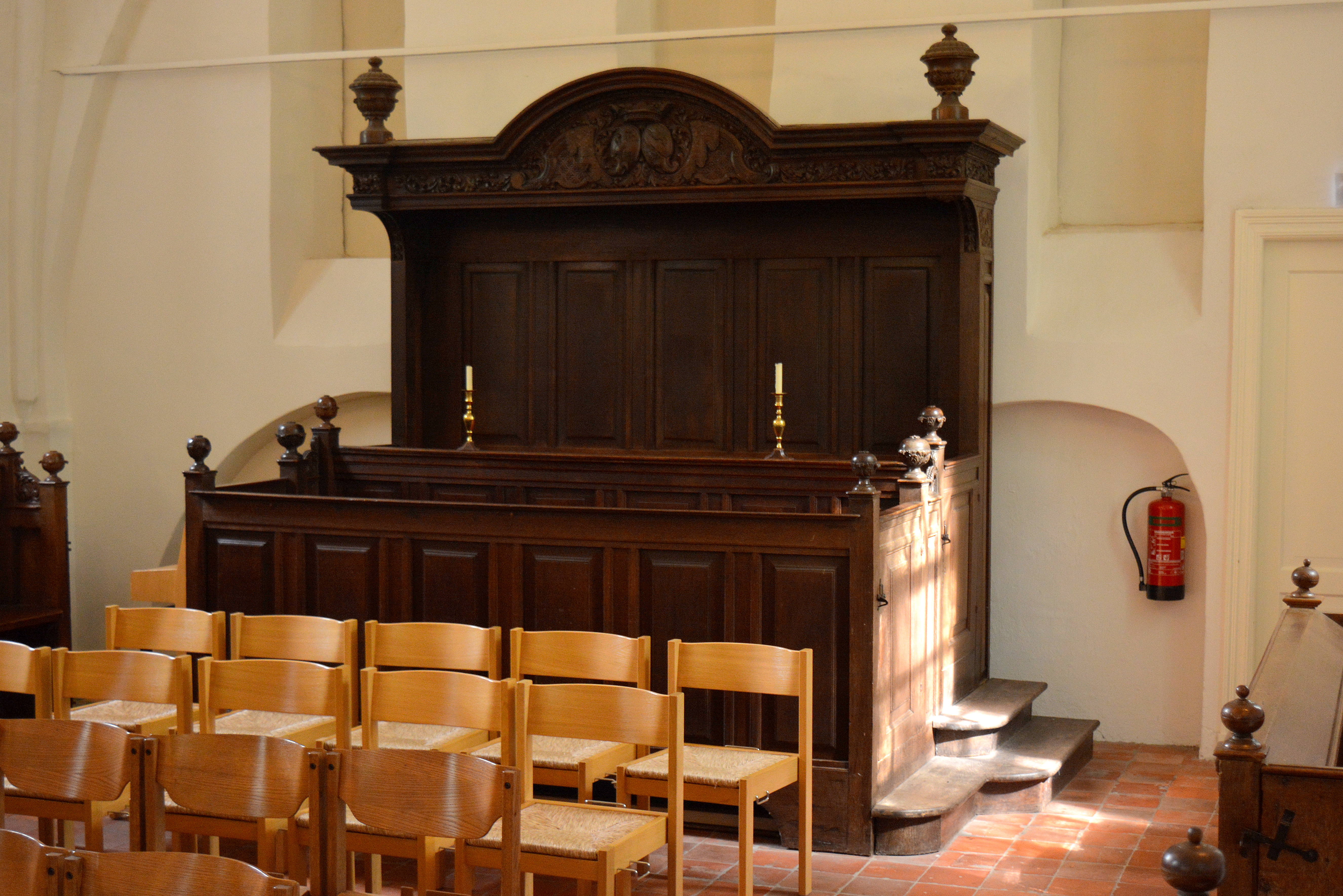
Een van de herebanken